# Vega Gimeno
Vega Gimeno, född 8 januari 1991, är en spansk basketspelare.
Vega Gimeno deltog vid olympiska sommarspelen 2024 och var en del av det spanska lag som tog silver i 3x3-basket.